# Sideroxylon bullatum
Sideroxylon bullatum är en tvåhjärtbladig växtart som först beskrevs av Richard Alden Howard och George Richardson Proctor, och fick sitt nu gällande namn av Terence Dale Pennington. Sideroxylon bullatum ingår i släktet Sideroxylon och familjen Sapotaceae. IUCN kategoriserar arten globalt som sårbar. Inga underarter finns listade i Catalogue of Life.